# اوگو مونتویا
اوگو مونتویا (اسپانیایی: Hugo Montoya‎؛ زادهٔ ۷ اوت ۱۹۴۱) بازیکن فوتبال اهل گواتمالا بود.
وی همچنین در تیم ملی فوتبال گواتمالا بازی کرده است.